# Nevadagors
De Nevadagors (Artemisiospiza nevadensis) is een zangvogel uit de familie Emberizidae (gorzen).

## Verspreiding en leefgebied
Deze soort komt voor in de westelijk-centrale Verenigde Staten.